# SS City of Detroit 3

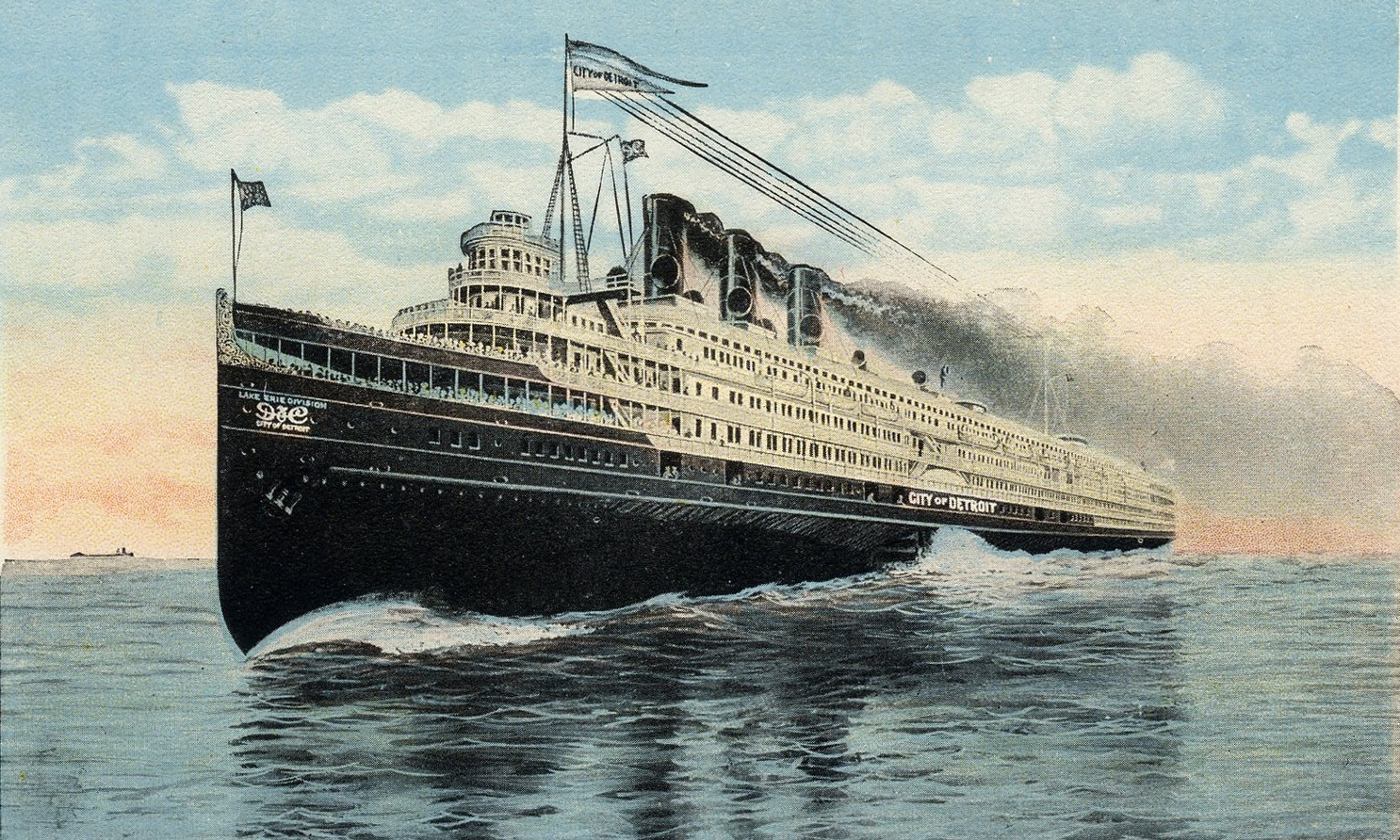
SS City of Detroit 3

SS City of Detroit statek pasażerski armatora Inman Line wybudowany w stoczni John Brown and Company. W 1913 roku wszedł do służby. Złomowany w 1934.

## Dane techniczne
- Długość: 284,62m
- Szerokość: 42,14m
- Zanurzenie: 11,00m
- Armator: Innman Line
- Stocznia: John Brown and Company